# Frontières du Burkina Faso

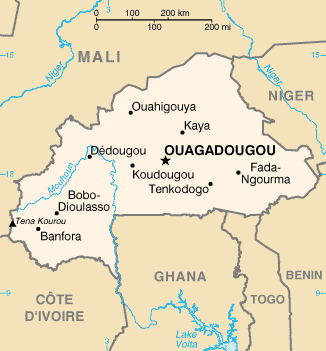
Carte du Burkina Faso, mettant en évidence ses frontières terrestres avec les pays voisins.

Cet article recense les frontières du Burkina Faso.

## Frontières

### Frontières terrestres
Le Burkina Faso partage des frontières terrestres avec ses 6 pays voisins : le Bénin, la Côte d'Ivoire, le Ghana, le Mali, le Niger et le Togo, pour un total de 3 193 km.

### Récapitulatif
Le tableau suivant récapitule l'ensemble des frontières du Burkina Faso :
| Pays          | Frontière terrestre (km) | Notes |
| ------------- | ------------------------ | ----- |
| Bénin         | 306                      |       |
| Côte d'Ivoire | 584                      |       |
| Ghana         | 549                      |       |
| Mali          | 1 000                    |       |
| Niger         | 628                      |       |
| Togo          | 126                      |       |
| Total         | 3 193                    |       |